# Lipotaxia perpulverosa
Lipotaxia perpulverosa är en fjärilsart som beskrevs av Louis Beethoven Prout 1920. Lipotaxia perpulverosa ingår i släktet Lipotaxia och familjen mätare. Inga underarter finns listade i Catalogue of Life.